# 五腳基
五腳基又稱五腳起、五腳砌，在新加坡或馬來西亞的閩南移民習慣稱骑楼下的走廊為五腳基，“腳基”是以闽南语音直譯马来语“kaki”一词。“Kaki”的本意是“脚”，这里是指英尺，是马来语对英语的「feet」一詞的意译。别稱為「五腳氣」，係轉音之誤，意指店舖住宅臨街騎樓下的走廊。因為英殖民時期的法規規定，店舖臨街必須保留五英尺的通道，所以成為廊寬標準。